# Kanton Amance
Der Kanton Amance war bis 2015 ein französischer Wahlkreis im Arrondissement Vesoul, im Département Haute-Saône und in der Region Franche-Comté. Sein Hauptort war Amance.

## Gemeinden
Der Kanton bestand aus 13 Gemeinden:
| Gemeinde                      | Einwohner | Code postal | Code Insee |
| ----------------------------- | --------- | ----------- | ---------- |
| Amance                        | 754       | 70160       | 70012      |
| Anchenoncourt-et-Chazel       | 226       | 70210       | 70017      |
| Baulay                        | 299       | 70160       | 70056      |
| Buffignécourt                 | 127       | 70500       | 70106      |
| Contréglise                   | 124       | 70160       | 70170      |
| Faverney                      | 1019      | 70160       | 70228      |
| Menoux                        | 229       | 70160       | 70341      |
| Montureux-lès-Baulay          | 150       | 70500       | 70372      |
| Polaincourt-et-Clairefontaine | 900       | 70210       | 70415      |
| Saint-Remy                    | 797       | 70160       | 70472      |
| Saponcourt                    | 70        | 70210       | 70476      |
| Senoncourt                    | 219       | 70160       | 70488      |
| Venisey                       | 149       | 70500       | 70545      |

## Bevölkerungsentwicklung
| 1962 | 1968 | 1975 | 1982 | 1990 | 1999 |
| ---- | ---- | ---- | ---- | ---- | ---- |
| 5889 | 6345 | 6222 | 6328 | 6087 | 5063 |